# Egitto (mitologia)
Egitto (in greco antico: Αἴγυπτος?, Áigyptos) è un personaggio della mitologia greca e fu l'eponimo e re della zona nordafricana la cui cultura si sviluppò in simbiosi con quella greca e che oggi viene identificata con lo stato d'Egitto.

## Genealogia
Figlio di Belo e della ninfa naiade Anchinoe, ebbe cinquanta figli (detti Egittidi) da donne diverse come Argifia, Caliadne, Gorgo ed Efestine.

## Mitologia
Fratello di Danao, ebbe dal padre il regno dell'Arabia mentre al fratello spettò la Libia. Così visse in Arabia  e soggiogò in seguito la terra dei Melampodi che prese in seguito il nome di Egitto.
Dopo le dispute con Danao, Egitto ordinò ai suoi figli di partire per Argo e di chiedere al fratello Danao di pacificare le loro dispute.
La sua tomba si trovava a Patrae.
Suo figlio Linceo divenne re di Argo dopo essere succeduto a Danao.